# Kaare Engstad
Kaare Engstad, född 15 juli 1906 i Furnes, Norge, död 10 januari 1981, var en kanadensisk vinteridrottare. Han deltog i olympiska spelen 1932 i Lake Placid och kom på 16:e plats på 50 kilometer.